# Yellow (musikalbum)
Yellow är ett studioalbum av det japanska rockbandet Scandal som släpptes 2016.

## Låtlista
1. Room No.7
2. Stamp!
3. LOVE ME DO
4. Morning sun
5. Sunday Drive
6. Konya wa Pizza Party
7. Heaven na Kibun
8. SUKI-SUKI
9. LOVE
10. Sisters
11. Happy Birthday
12. Chiisana honoo
13. Your song -English ver.-